# جون قاولد (لاعب كرة قدم)
جون قاولد (بالإنجليزية: John Gould)‏ هو لاعب كرة قدم بريطاني، ولد في 16 ديسمبر 1919. لعب مع ريث روفرز ونادي ألبيون روفرز ونادي دمبرتون ونادي سلتيك.